# Encina de San Silvestre
Encina de San Silvestre es un municipio y localidad española de la provincia de Salamanca, en la comunidad autónoma de Castilla y León. Se integra dentro de la comarca de la Tierra de Ledesma. Pertenece al partido judicial de Salamanca y a la Mancomunidad Comarca de Ledesma.
Su término municipal está formado por un solo núcleo de población, ocupa una superficie total de 23,76 km² y según los datos demográficos recogidos en el padrón municipal elaborado por el INE en el año 2017, cuenta con una población de 109 habitantes.

## Símbolos

### Escudo
El escudo heráldico que representa al municipio fue aprobado el 27 de marzo de 2002 con el siguiente blasón:

«Terciado. Primero en campo de oro, encina de su color frutada, enraizada y retrazada de sable, en una banda de pradera de sinople. Segundo en campo de azur formando un aspa, báculo de San Silvestre de oro y espada de San Miguel de su color, debajo flor de Lis de púrpura. Tercero en campo de sinople, pergamino de su color a su diestra tintero de azur retrazado de sable, sobre el pergamino pluma de azur y púrpura retrazada de sable. Escudo timbrado con una corona real cerrada»
Boletín Oficial de Castilla y León nº 88 de 10 de mayo de 2002

### Bandera
La bandera municipal fue aprobada también el 27 de marzo de 2002 con la siguiente descripción textual:

«Rectangular, tricolor. Tres franjas horizontales del mismo ancho siendo la superior de color azul,la del medio de color verde y la inferior amarilla. En el corazón de la bandera campeará el Escudo Municipal.»
Boletín Oficial de Castilla y León nº 88 de 10 de mayo de 2002

## Historia

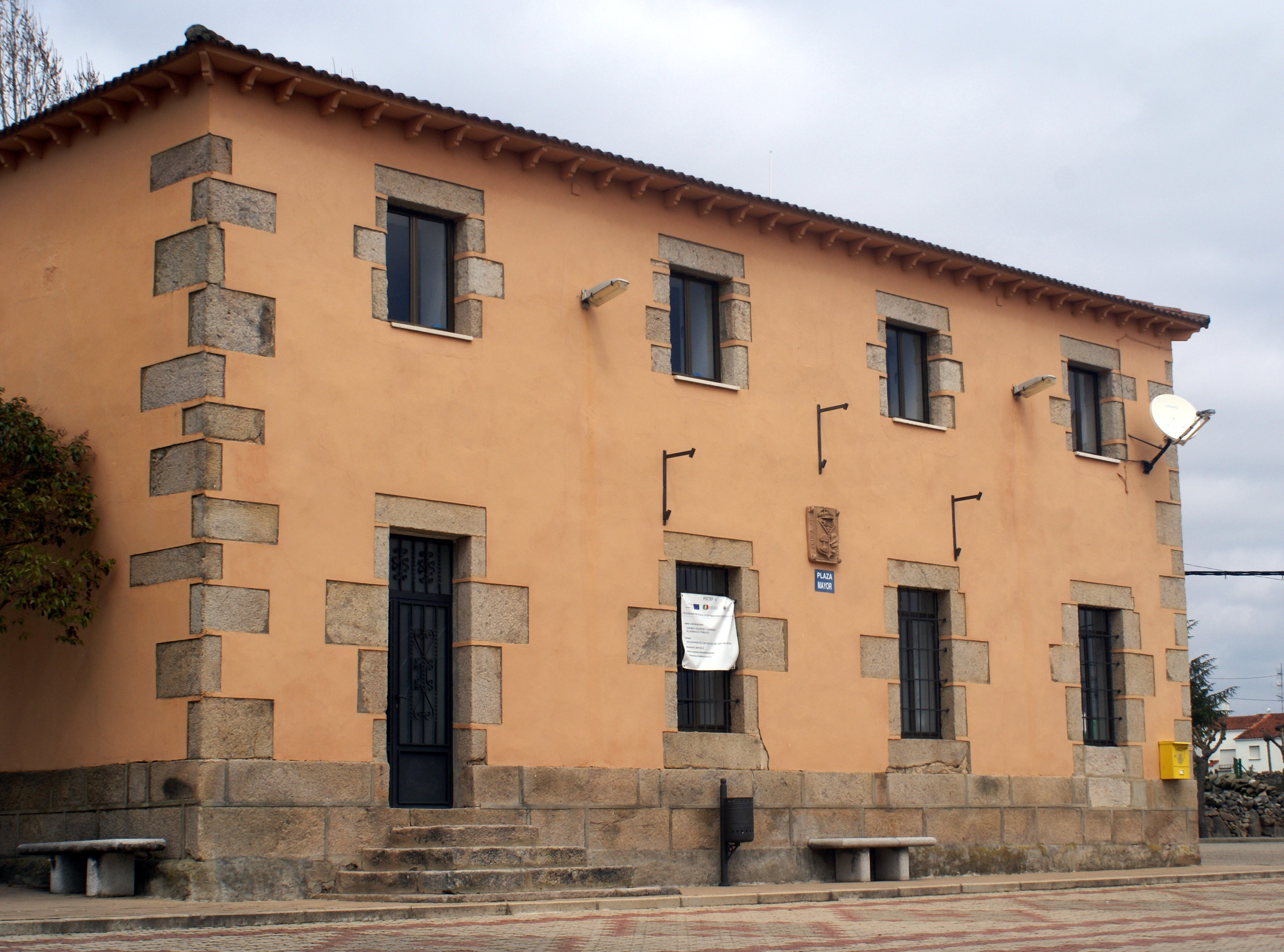
Casa consistorial.

La fundación de Encina de San Silvestre se remonta a la repoblación efectuada por los reyes leoneses en la Edad Media, quedando adscrito al Alfoz de Ledesma, en el Reino de León.
El principal hecho por el que es conocida la localidad es porque algunos autores apuntan que en ella nació en 1468 el humanista Juan del Enzina, que habría tomado su pseudónimo del nombre de la localidad.
La dependencia medieval de Encina de San Silvestre del condado de Ledesma se prolongó hasta el siglo XIX. Con la creación de las actuales provincias en 1833, Encina de San Silvestre quedó integrado en la provincia de Salamanca, dentro de la Región Leonesa.

## Monumentos de interés
- Iglesia parroquial de San Miguel

## Geografía humana

### Demografía
Cuenta con una población de 108 habitantes (INE 2024).
| Gráfica de evolución demográfica de Encina de San Silvestre entre 1842 y 2021                                         |
| |
| Población de derecho según los censos de población del INE. Población de hecho según los censos de población del INE. |

## Personas destacadas
En este municipio nació el músico y poeta Juan del Enzina.

## Administración y política
| Partido político                         | 2019  | 2019  | 2019       | 2015  | 2015  | 2015       | 2011  | 2011  | 2011       | 2007  | 2007  | 2007       | 2003  | 2003  | 2003       |
| Partido político                         | %     | Votos | Concejales | %     | Votos | Concejales | %     | Votos | Concejales | %     | Votos | Concejales | %     | Votos | Concejales |
| Partido Popular (PP)                     | 67,35 | 66    | 4          | 67,06 | 57    | 4          | 64,84 | 59    | 4          | 56,84 | 54    | 4          | 52,50 | 42    | 3          |
| Partido Socialista Obrero Español (PSOE) | 25,51 | 25    | 1          | 21,18 | 18    | 1          | 20,88 | 19    | 1          | 27,37 | 26    | 1          | 41,25 | 33    | 2          |